# 书房坝水库
书房坝水库是中国四川省资阳市安岳县卧佛镇6公里处的6公里处的吉庆村和龙店村境内的一座龙潭寺，位于涪江小支流安居河上，于1973年开工，1975年枢纽工程基本完成。水库正常库容为3890万立方米，集雨面积为135.74平方千米，海拔为334.87米。